# Seznam dílů seriálu Živí mrtví
Toto je seznam dílů seriálu Živí mrtví. Americký postapokalyptický seriál Živí mrtví (v originále Walking Dead) vznikl na základě stejnojmenného komiksu od Roberta Kirkmana, Tonyho Moorea a Charlieho Adlarda. Kabelová televizní stanice AMC jej začala vysílat od 31. října 2010. V českém znění seriál začala vysílat stanice Prima Cool od 25. srpna 2012.

## Přehled řad
| Řada | Díly | Premiéra v USA | Premiéra v USA     | Premiéra v ČR     | Premiéra v ČR     |
| Řada | Díly | První díl      | Poslední díl       | První díl         | Poslední díl      |
| ---- | ---- | -------------- | ------------------ | ----------------- | ----------------- |
| 1    | 6    | 31. října 2010 | 5. prosince 2010   | 25. srpna 2012    | 17. září 2012     |
| 2    | 13   | 16. října 2011 | 18. března 2012    | 24. září 2012     | 17. prosince 2012 |
| 3    | 16   | 14. října 2012 | 31. března 2013    | 2. září 2013      | 16. prosince 2013 |
| 4    | 16   | 13. října 2013 | 30. března 2014    | 4. ledna 2015     | 19. dubna 2015    |
| 5    | 16   | 12. října 2014 | 29. března 2015    | 20. září 2015     | 3. ledna 2016     |
| 6    | 16   | 11. října 2015 | 3. dubna 2016      | 23. října 2016    | 5. února 2017     |
| 7    | 16   | 23. října 2016 | 2. dubna 2017      | 23. dubna 2017    | 6. srpna 2017     |
| 8    | 16   | 22. října 2017 | 15. dubna 2018     | 23. září 2018     | 6. ledna 2019     |
| 9    | 16   | 7. října 2018  | 31. března 2019    | 27. října 2020    | 9. února 2021     |
| 10   | 22   | 6. října 2019  | 4. dubna 2021      | 22. března 2022   | 10. května 2022   |
| 11   | 24   | 22. srpna 2021 | 20. listopadu 2022 | 27. prosince 2022 | 7. ledna 2023     |

## Seznam dílů

### První řada (2010)
| Č. v seriálu | Č. v řadě | Původní název        | Český název          | Režie                 | Scénář                                                                                             | Premiéra v USA     | Premiéra v ČR  | Sledovanost v USA (v mil.) |
| ------------ | --------- | -------------------- | -------------------- | --------------------- | -------------------------------------------------------------------------------------------------- | ------------------ | -------------- | -------------------------- |
| 1            | 1         | Days Gone Bye        | Staré dobré časy     | Frank Darabont        | scénář: Frank Darabont                                                                             | 31. října 2010     | 25. srpna 2012 | 5,35                       |
| 2            | 2         | Guts                 | Pach krve            | Michelle MacLaren     | Frank Darabont                                                                                     | 7. listopadu 2010  | 26. srpna 2012 | 4,71                       |
| 3            | 3         | Tell It to the Frogs | Krátké shledání      | Gwyneth Horder-Payton | námět: Charles H. Eglee a Jack LoGiudice scénář: Charles H. Eglee, Jack LoGiudice a Frank Darabont | 14. listopadu 2010 | 27. srpna 2012 | 5,07                       |
| 4            | 4         | Vatos                | Rukojmí              | Johan Renck           | Robert Kirkman                                                                                     | 21. listopadu 2010 | 3. září 2012   | 4,75                       |
| 5            | 5         | Wildfire             | Lavina               | Ernest Dickerson      | Glen Mazzara                                                                                       | 28. listopadu 2010 | 10. září 2012  | 5,56                       |
| 6            | 6         | TS-19                | Testovací subjekt 19 | Guy Ferland           | Adam Fierro a Frank Darabont                                                                       | 5. prosince 2010   | 17. září 2012  | 5,97                       |

### Druhá řada (2011–2012)
| Č. v seriálu | Č. v řadě | Původní název            | Český název           | Režie                                    | Scénář                         | Premiéra v USA     | Premiéra v ČR      | Sledovanost v USA (v mil.) |
| ------------ | --------- | ------------------------ | --------------------- | ---------------------------------------- | ------------------------------ | ------------------ | ------------------ | -------------------------- |
| 7            | 1         | What Lies Ahead          | Cesta do neznáma      | Ernest Dickerson a Gwyneth Horder-Payton | Ardeth Bey a Robert Kirkman    | 16. října 2011     | 24. září 2012      | 7,26                       |
| 8            | 2         | Bloodletting             | Krev mé krve          | Ernest Dickerson                         | Glen Mazzara                   | 23. října 2011     | 1. října 2012      | 6,70                       |
| 9            | 3         | Save the Last One        | Zásah v pravou chvíli | Phil Abraham                             | Scott M. Gimple                | 30. října 2011     | 8. října 2012      | 6,10                       |
| 10           | 4         | Cherokee Rose            | Čerokézská růže       | Billy Gierhart                           | Evan Reilly                    | 6. listopadu 2011  | 15. října 2012     | 6,29                       |
| 11           | 5         | Chupacabra               | Chupacabra            | Guy Ferland                              | David Leslie Johnson           | 13. listopadu 2011 | 22. října 2012     | 6,12                       |
| 12           | 6         | Secrets                  | Tajemství             | David Boyd                               | Angela Kang                    | 20. listopadu 2011 | 29. října 2012     | 6,08                       |
| 13           | 7         | Pretty Much Dead Already | Stodola               | Michelle MacLaren                        | Scott M. Gimple                | 27. listopadu 2011 | 5. listopadu 2012  | 6,62                       |
| 14           | 8         | Nebraska                 | Nebraska              | Clark Johnson                            | Evan Reilly                    | 12. února 2012     | 12. listopadu 2012 | 8,10                       |
| 15           | 9         | Triggerfinger            | Přestřelka            | Billy Gierhart                           | David Leslie Johnson           | 19. února 2012     | 19. listopadu 2012 | 6,89                       |
| 16           | 10        | 18 Miles Out             | Víc než dál           | Ernest Dickerson                         | Scott M. Gimple a Glen Mazzara | 26. února 2012     | 26. listopadu 2012 | 7,04                       |
| 17           | 11        | Judge, Jury, Executioner | Jeden rozhněvaný muž  | Greg Nicotero                            | Angela Kang                    | 4. března 2012     | 3. prosince 2012   | 6,77                       |
| 18           | 12        | Better Angels            | To lepší v nás        | Guy Ferland                              | Evan Reilly a Glen Mazzara     | 11. března 2012    | 10. prosince 2012  | 6,89                       |
| 19           | 13        | Beside the Dying Fire    | U skomírajícího ohně  | Ernest Dickerson                         | Robert Kirkman a Glen Mazzara  | 18. března 2012    | 17. prosince 2012  | 8,99                       |

### Třetí řada (2012–2013)
| Č. v seriálu | Č. v řadě | Původní název               | Český název                | Režie               | Scénář                     | Premiéra v USA     | Premiéra v ČR      | Sledovanost v USA (v mil.) |
| ------------ | --------- | --------------------------- | -------------------------- | ------------------- | -------------------------- | ------------------ | ------------------ | -------------------------- |
| 20           | 1         | Seed                        | Sémě                       | Ernest Dickerson    | Glen Mazzara               | 14. října 2012     | 2. září 2013       | 10,87                      |
| 21           | 2         | Sick                        | Hnus                       | Billy Gierhart      | Nichole Beattie            | 21. října 2012     | 9. září 2013       | 9.55                       |
| 22           | 3         | Walk with Me                | Pojď se mnou               | Guy Ferland         | Evan Reilly                | 28. října 2012     | 16. září 2013      | 10,51                      |
| 23           | 4         | Killer Within               | Skrytý vrah                | Guy Ferland         | Sang Kyu Kim               | 4. listopadu 2012  | 23. září 2013      | 9.27                       |
| 24           | 5         | Say the Word                | Stačí jen říct             | Greg Nicotero       | Angela Kang                | 11. listopadu 2012 | 30. září 2013      | 10,37                      |
| 25           | 6         | Hounded                     | Štvanice                   | Dan Attias          | Scott M. Gimple            | 18. listopadu 2012 | 7. října 2013      | 9.21                       |
| 26           | 7         | When the Dead Come Knocking | Když mrtví klepou na dveře | Dan Sackheim        | Frank Renzulli             | 25. listopadu 2012 | 14. října 2013     | 10,43                      |
| 27           | 8         | Made to Suffer              | Zrozeni k bolesti          | Billy Gierhart      | Robert Kirkman             | 2. prosince 2012   | 21. října 2013     | 10,48                      |
| 28           | 9         | The Suicide King            | Král sebevrahů             | Lesli Linka Glatter | Evan Reilly                | 10. února 2013     | 28. října 2013     | 12,26                      |
| 29           | 10        | Home                        | Domov                      | Seith Mann          | Nichole Beattie            | 17. února 2013     | 4. listopadu 2013  | 11,05                      |
| 30           | 11        | I Ain't a Judas             | Nejsem Jidáš               | Greg Nicotero       | Angela Kang                | 24. února 2013     | 11. listopadu 2013 | 11,01                      |
| 31           | 12        | Clear                       | Očista                     | Tricia Brock        | Scott M. Gimple            | 3. března 2013     | 18. listopadu 2013 | 11,30                      |
| 32           | 13        | Arrow on the Doorpost       | Mezi třema očima           | David Boyd          | Ryan C. Coleman            | 10. března 2013    | 25. listopadu 2013 | 11,46                      |
| 33           | 14        | Prey                        | Kořist                     | Stefan Schwartz     | Glen Mazzara a Evan Reilly | 17. března 2013    | 2. prosince 2013   | 10,84                      |
| 34           | 15        | This Sorrowful Life         | Život plný utrpení         | Greg Nicotero       | Scott M. Gimple            | 24. března 2013    | 9. prosince 2013   | 10,99                      |
| 35           | 16        | Welcome to the Tombs        | Vítejte v katakombách      | Ernest Dickerson    | Glen Mazzara               | 31. března 2013    | 16. prosince 2013  | 12,42                      |

### Čtvrtá řada (2013–2014)
| Č. v seriálu | Č. v řadě | Původní název               | Český název           | Režie                 | Scénář                            | Premiéra v USA     | Premiéra v ČR   | Sledovanost v USA (v mil.) |
| ------------ | --------- | --------------------------- | --------------------- | --------------------- | --------------------------------- | ------------------ | --------------- | -------------------------- |
| 36           | 1         | 30 Days Without an Accident | Třicet dnů bez nehody | Greg Nicotero         | Scott M. Gimple                   | 13. října 2013     | 4. ledna 2015   | 16,11                      |
| 37           | 2         | Infected                    | Nákaza                | Guy Ferland           | Angela Kang                       | 20. října 2013     | 11. ledna 2015  | 13,95                      |
| 38           | 3         | Isolation                   | Karanténa             | Dan Sackheim          | Robert Kirkman                    | 27. října 2013     | 18. ledna 2015  | 12,92                      |
| 39           | 4         | Indifference                | Na cestě              | Tricia Brock          | Matthew Negrete                   | 3. listopadu 2013  | 25. ledna 2015  | 13,31                      |
| 40           | 5         | Internment                  | Konečné stadium       | David Boyd            | Channing Powell                   | 10. listopadu 2013 | 1. února 2015   | 12,20                      |
| 41           | 6         | Live Bait                   | Živá návnada          | Michael Uppendahl     | Nichole Beattie                   | 17. listopadu 2013 | 8. února 2015   | 12,00                      |
| 42           | 7         | Dead Weight                 | Přítěž                | Jeremy Podeswa        | Curtis Gwinn                      | 24. listopadu 2013 | 15. února 2015  | 11,29                      |
| 43           | 8         | Too Far Gone                | Není cesty zpátky     | Ernest Dickerson      | Seth Hoffman                      | 1. prosince 2013   | 22. února 2015  | 12,05                      |
| 44           | 9         | After                       | Po bitvě              | Greg Nicotero         | Robert Kirkman                    | 9. února 2014      | 1. března 2015  | 15,76                      |
| 45           | 10        | Inmates                     | Vězňové               | Tricia Brock          | Matthew Negrete a Channing Powell | 16. února 2014     | 8. března 2015  | 13,34                      |
| 46           | 11        | Claimed                     | Zabráno               | Seith Mann            | Nichole Beattie a Seth Hoffman    | 23. února 2014     | 15. března 2015 | 13,12                      |
| 47           | 12        | Still                       | Ticho                 | Julius Ramsay         | Angela Kang                       | 2. března 2014     | 22. března 2015 | 12,61                      |
| 48           | 13        | Alone                       | Sami                  | Ernest Dickerson      | Curtis Gwinn                      | 9. března 2014     | 29. března 2015 | 12,65                      |
| 49           | 14        | The Grove                   | V háji                | Michael E. Satrazemis | Scott M. Gimple                   | 16. března 2014    | 5. dubna 2015   | 12,87                      |
| 50           | 15        | Us                          | My                    | Greg Nicotero         | Nichole Beattie a Seth Hoffman    | 23. března 2014    | 12. dubna 2015  | 13,47                      |
| 51           | 16        | A                           | Terminus              | Michelle MacLaren     | Scott M. Gimple a Angela Kang     | 30. března 2014    | 19. dubna 2015  | 15,68                      |

### Pátá řada (2014–2015)
| Č. v seriálu | Č. v řadě | Původní název                     | Český název           | Režie                 | Scénář                            | Premiéra v USA     | Premiéra v ČR      | Sledovanost v USA (v mil.) |
| ------------ | --------- | --------------------------------- | --------------------- | --------------------- | --------------------------------- | ------------------ | ------------------ | -------------------------- |
| 52           | 1         | No Sanctuary                      | Porážka               | Greg Nicotero         | Scott M. Gimple                   | 12. října 2014     | 20. září 2015      | 17,29                      |
| 53           | 2         | Strangers                         | Cizáci                | David Boyd            | Robert Kirkman                    | 19. října 2014     | 27. září 2015      | 15,14                      |
| 54           | 3         | Four Walls and a Roof             | Čtyři stěny a střecha | Jeffrey F. January    | Angela Kang a Corey Reed          | 26. října 2014     | 4. října 2015      | 13,80                      |
| 55           | 4         | Slabtown                          | Bezpráví a pořádek    | Michael E. Satrazemis | Matthew Negrete a Channing Powell | 2. listopadu 2014  | 11. října 2015     | 14,52                      |
| 56           | 5         | Self Help                         | Svépomoc              | Ernest Dickerson      | Heather Bellson a Seth Hoffman    | 9. listopadu 2014  | 18. října 2015     | 13,53                      |
| 57           | 6         | Consumed                          | Sžíraná               | Seith Mann            | Matthew Negrete a Corey Reed      | 16. listopadu 2014 | 25. října 2015     | 14,07                      |
| 58           | 7         | Crossed                           | Kříže                 | Billy Gierhart        | Seth Hoffman                      | 23. listopadu 2014 | 1. listopadu 2015  | 13,33                      |
| 59           | 8         | Coda                              | Coda                  | Ernest Dickerson      | Angela Kang                       | 30. listopadu 2014 | 8. listopadu 2015  | 14,81                      |
| 60           | 9         | What Happened and What's Going On | Vzpomínky             | Greg Nicotero         | Scott M. Gimple                   | 8. února 2015      | 15. listopadu 2015 | 15,64                      |
| 61           | 10        | Them                              | Oni                   | Julius Ramsay         | Heather Bellson                   | 15. února 2015     | 22. listopadu 2015 | 12,27                      |
| 62           | 11        | The Distance                      | Nedůvěruj a prověřuj  | Larysa Kondracki      | Seth Hoffman                      | 22. února 2015     | 29. listopadu 2015 | 13,44                      |
| 63           | 12        | Remember                          | Pamatuj               | Greg Nicotero         | Channing Powell                   | 1. března 2015     | 6. prosince 2015   | 14,43                      |
| 64           | 13        | Forget                            | Večírek               | David Boyd            | Corey Reed                        | 8. března 2015     | 13. prosince 2015  | 14,53                      |
| 65           | 14        | Spend                             | Za hradbami           | Jennifer Lynch        | Matthew Negrete                   | 15. března 2015    | 20. prosince 2015  | 13,78                      |
| 66           | 15        | Try                               | Marná snaha           | Michael E. Satrazemis | Angela Kang                       | 22. března 2015    | 27. prosince 2015  | 13,76                      |
| 67           | 16        | Conquer                           | Ortel                 | Greg Nicotero         | Scott M. Gimple a Seth Hoffman    | 29. března 2015    | 3. ledna 2016      | 15,78                      |

### Šestá řada (2015–2016)
| Č. v seriálu | Č. v řadě | Původní název      | Český název          | Režie                 | Scénář                                                           | Premiéra v USA     | Premiéra v ČR      | Sledovanost v USA (v mil.) |
| ------------ | --------- | ------------------ | -------------------- | --------------------- | ---------------------------------------------------------------- | ------------------ | ------------------ | -------------------------- |
| 68           | 1         | First Time Again   | Znovu od začátku     | Greg Nicotero         | Scott M. Gimple a Matthew Negrete                                | 11. října 2015     | 23. října 2016     | 14,63                      |
| 69           | 2         | JSS                | JSS                  | Jennifer Lynchová     | Seth Hoffman                                                     | 18. října 2015     | 30. října 2016     | 12,18                      |
| 70           | 3         | Thank You          | Díky                 | Michael Slovis        | Angela Kangová                                                   | 25. října 2015     | 6. listopadu 2016  | 13,14                      |
| 71           | 4         | Here's not here    | Tady není tady       | Stephen Williams      | Scott M. Gimple                                                  | 1. listopadu 2015  | 13. listopadu 2016 | 13,34                      |
| 72           | 5         | Now                | Teď                  | Avi Youabian          | Corey Reed                                                       | 8. listopadu 2015  | 20. listopadu 2016 | 12,44                      |
| 73           | 6         | Always Accountable | Vždycky zodpovídáš   | Jeffrey F. January    | Heather Bellson                                                  | 15. listopadu 2015 | 27. listopadu 2016 | 12,87                      |
| 74           | 7         | Heads Up           | Postřeh              | David Boyd            | Channing Powell                                                  | 22. listopadu 2015 | 4. prosince 2016   | 13,22                      |
| 75           | 8         | Start to Finish    | Od začátku do konce  | Michael E. Satrazemis | Matthew Negrete                                                  | 29. listopadu 2015 | 11. prosince 2016  | 13,98                      |
| 76           | 9         | No Way Out         | Není úniku           | Greg Nicotero         | Seth Hoffman                                                     | 14. února 2016     | 18. prosince 2016  | 13,74                      |
| 77           | 10        | The Next World     | Příští svět          | Kari Skogland         | Angela Kang a Corey Reed                                         | 21. února 2016     | 25. prosince 2016  | 13,48                      |
| 78           | 11        | Knots Untie        | Rozvázat uzly        | Michael E. Satrazemis | Matthew Negrete a Channing Powell                                | 28. února 2016     | 1. ledna 2017      | 12,79                      |
| 79           | 12        | Not Tomorrow Yet   | Ještě není zítra     | Greg Nicotero         | Seth Hoffman                                                     | 6. března 2016     | 8. ledna 2017      | 12,82                      |
| 80           | 13        | The Same Boat      | Na jedné lodi        | Billy Gierhart        | Angela Kang                                                      | 13. března 2016    | 15. ledna 2017     | 12,53                      |
| 81           | 14        | Twice as Far       | Dvojnásobná dálka    | Alrick Riley          | Matthew Negrete                                                  | 20. března 2016    | 22. ledna 2017     | 12,69                      |
| 82           | 15        | East               | Na východ            | Michael E. Satrazemis | námět: Scott M. Gimple a Channing Powell scénář: Channing Powell | 27. března 2016    | 29. ledna 2017     | 12,38                      |
| 83           | 16        | Last Day on Earth  | Poslední den na Zemi | Greg Nicotero         | Scott M. Gimple a Matthew Negrete                                | 3. dubna 2016      | 5. února 2017      | 14,19                      |

### Speciál (2016)
Týden před premiérou 7. řady byl odvysílán speciál, který shrnul uplynulých 6 řad, včetně rozhovorů s herci a producenty.
| Č. v řadě | Původní název      | Vysíláno mezi díly                                    | Premiéra v USA |
| --------- | ------------------ | ----------------------------------------------------- | -------------- |
| 1         | The Journey So Far | Last Day on Earth The Day Will Come When You Won't Be | 16. října 2016 |

### Sedmá řada (2016–2017)
| Č. v seriálu | Č. v řadě | Původní název                          | Český název             | Režie                 | Scénář                                         | Premiéra v USA     | Premiéra v ČR     | Sledovanost v USA (v mil.) |
| ------------ | --------- | -------------------------------------- | ----------------------- | --------------------- | ---------------------------------------------- | ------------------ | ----------------- | -------------------------- |
| 84           | 1         | The Day Will Come When You Won't Be    | Jednoho dne už nebudete | Greg Nicotero         | Scott M. Gimple                                | 23. října 2016     | 23. dubna 2017    | 17,03                      |
| 85           | 2         | The Well                               | Studna                  | Greg Nicotero         | Matthew Negrete                                | 30. října 2016     | 30. dubna 2017    | 12,46                      |
| 86           | 3         | The Cell                               | Cela                    | Alrick Riley          | Angela Kang                                    | 6. listopadu 2016  | 7. května 2017    | 11,72                      |
| 87           | 4         | Service                                | Beze zbraní             | David Boyd            | Corey Reed                                     | 13. listopadu 2016 | 14. května 2017   | 11,40                      |
| 88           | 5         | Go Getters                             | Ranaři                  | Darnell Martin        | Channing Powell                                | 20. listopadu 2016 | 21. května 2017   | 11,00                      |
| 89           | 6         | Swear                                  | Město žen               | Michael E. Satrazemis | David Leslie Johnson                           | 27. listopadu 2016 | 28. května 2017   | 10,40                      |
| 90           | 7         | Sing Me a Song                         | Zazpívej                | Rosemary Rodriguez    | Angela Kang a Corey Reed                       | 4. prosince 2016   | 4. června 2017    | 10,48                      |
| 91           | 8         | Hearts Still Beating                   | Srdce bijí dál          | Michael E. Satrazemis | Matthew Negrete a Channing Powell              | 11. prosince 2016  | 11. června 2017   | 10,58                      |
| 92           | 9         | Rock in the Road                       | V nouzi poznáš přítele  | Greg Nicoterno        | Frank Darabont                                 | 12. února 2017     | 18. června 2017   | 12,00                      |
| 93           | 10        | New Best Friends                       | Spojenci                | Jeffrey F. January    | Channing Powell                                | 19. února 2017     | 25. června 2017   | 11,08                      |
| 94           | 11        | Hostiles and Calamities                | Zásadní otázka          | Kari Skogland         | David Leslie Johnson                           | 26. února 2017     | 2. července 2017  | 10,43                      |
| 95           | 12        | Say Yes                                | Řekni ano               | Greg Nicotero         | Matthew Negrete                                | 5. března 2017     | 9. července 2017  | 10,16                      |
| 96           | 13        | Bury Me Here                           | Tady mě pohřbete        | Alrick Riley          | Scott M. Gimple                                | 12. března 2017    | 16. července 2017 | 10,68                      |
| 97           | 14        | The Other Side                         | Druhá strana            | Michael E. Satrazemis | Angela Kang                                    | 19. března 2017    | 23. července 2017 | 10,32                      |
| 98           | 15        | Something They Need                    | Co je třeba             | Michael Slovis        | Corey Reed                                     | 26. března 2017    | 30. července 2017 | 10,54                      |
| 99           | 16        | The First Day of the Rest of Your Life | První den zbytku života | Greg Nicotero         | Scott M. Gimple, Angela Kang a Matthew Negrete | 2. dubna 2017      | 6. srpna 2017     | 11,31                      |

### Osmá řada (2017–2018)
| Č. v seriálu | Č. v řadě | Původní název                 | Český název              | Režie                 | Scénář                                                                                                | Premiéra v USA     | Premiéra v ČR      | Sledovanost v USA (v mil.) |
| ------------ | --------- | ----------------------------- | ------------------------ | --------------------- | --- | ------------------ | ------------------ | -------------------------- |
| 100          | 1         | Mercy                         | Milosrdenství            | Greg Nicotero         | Scott M. Gimple                                                                                       | 22. října 2017     | 23. září 2018      | 11,44                      |
| 101          | 2         | The Damned                    | Proklatí                 | Rosemary Rodriguez    | Matthew Negrete a Channing Powell                                                                     | 29. října 2017     | 30. září 2018      | 8,92                       |
| 102          | 3         | Monsters                      | Zrůdy                    | Greg Nicotero         | Matthew Negrete a Channing Powell                                                                     | 5. listopadu 2017  | 7. října 2018      | 8,52                       |
| 103          | 4         | Some Guy                      | Jen nějakej chlap        | Dan Liu               | David Leslie Johnson                                                                                  | 12. listopadu 2017 | 14. října 2018     | 8,69                       |
| 104          | 5         | The Big Scary U               | Velké hrozivé N          | Michael E. Satrazemis | námět: Scott M. Gimple, David Leslie Johnson a Angela Kang scénář: David Leslie Johnson a Angela Kang | 19. listopadu 2017 | 21. října 2018     | 7,85                       |
| 105          | 6         | The King, the Widow, and Rick | Král, Vdova a Rick       | John Polson           | Angela Kang a Corey Reed                                                                              | 26. listopadu 2017 | 28. října 2018     | 8,28                       |
| 106          | 7         | Time for After                | Čas pro potom            | Larry Teng            | Matthew Negrete a Corey Reed                                                                          | 3. prosince 2017   | 4. listopadu 2018  | 7,47                       |
| 107          | 8         | How It's Gotta Be             | Jak to musí být          | Michael E. Satrazemis | David Leslie Johnson a Angela Kang                                                                    | 10. prosince 2017  | 11. listopadu 2018 | 7,89                       |
| 108          | 9         | Honor                         | Čest                     | Greg Nicotero         | Matthew Negrete a Channing Powell                                                                     | 25. února 2018     | 18. listopadu 2018 | 8,28                       |
| 109          | 10        | The Lost and the Plunderers   | Pocit viny               | David Boyd            | Angela Kang, Channing Powell a Corey Reed                                                             | 4. března 2018     | 25. listopadu 2018 | 6,82                       |
| 110          | 11        | Dead or Alive Or              | Víra tvá tě uzdravila    | Michael E. Satrazemis | Eddie Guzelian                                                                                        | 11. března 2018    | 2. prosince 2018   | 6,60                       |
| 111          | 12        | The Key                       | Klíč                     | Greg Nicotero         | Corey Reed a Channing Powell                                                                          | 18. března 2018    | 9. prosince 2018   | 6,66                       |
| 112          | 13        | Do Not Send Us Astray         | Nenech nás sejít z cesty | Jeffrey F. January    | Angela Kang a Matthew Negrete                                                                         | 25. března 2018    | 16. prosince 2018  | 6,77                       |
| 113          | 14        | Still Gotta Mean Something    | Musí pořád něco znamenat | Michael E. Satrazemis | Eddie Guzelian                                                                                        | 1. dubna 2018      | 23. prosince 2018  | 6,30                       |
| 114          | 15        | Worth                         | Cena                     | Michael Slovis        | David Leslie Johnson-McGoldrick a Corey Reed                                                          | 8. dubna 2018      | 30. prosince 2018  | 6,67                       |
| 115          | 16        | Wrath                         | Hněv                     | Greg Nicotero         | Scott M. Gimple, Angela Kang a Matthew Negrete                                                        | 15. dubna 2018     | 6. ledna 2019      | 7,92                       |

### Devátá řada (2018–2019)
| Č. v seriálu | Č. v řadě | Původní název    | Český název     | Režie                    | Scénář                                                           | Premiéra v USA     | Premiéra v ČR      | Sledovanost v USA (v mil.) |
| ------------ | --------- | ---------------- | --------------- | ------------------------ | ---------------------------------------------------------------- | ------------------ | ------------------ | -------------------------- |
| 116          | 1         | A New Beginning  | Nový začátek    | Greg Nicotero            | Angela Kang                                                      | 7. října 2018      | 27. října 2020     | 6,10                       |
| 117          | 2         | The Bridge       | Most            | Daisy von Scherler Mayer | David Leslie Johnson-McGoldrick                                  | 14. října 2018     | 3. listopadu 2020  | 4,95                       |
| 118          | 3         | Warning Signs    | Varovná znamení | Dan Liu                  | Corey Reed                                                       | 21. října 2018     | 10. listopadu 2020 | 5,04                       |
| 119          | 4         | The Obliged      | Závazky         | Rosemary Rodriguez       | Geraldine Inoa                                                   | 28. října 2018     | 17. listopadu 2020 | 5,10                       |
| 120          | 5         | What Comes After | Co přijde pak   | Greg Nicotero            | námět: Scott M. Gimple a Matthew Negrete scénář: Matthew Negrete | 4. listopadu 2018  | 24. listopadu 2020 | 5,41                       |
| 121          | 6         | Who Are You Now? | Kdo jste teď?   | Larry Tang               | Eddie Guzelian                                                   | 11. listopadu 2018 | 1. prosince 2020   | 5,40                       |
| 122          | 7         | Stradivarius     | Stradivárky     | Michael Cudlitz          | Vivian Tse                                                       | 18. listopadu 2018 | 8. prosince 2020   | 4,79                       |
| 123          | 8         | Evolution        | Evoluce         | Michael E. Satrazemis    | David Leslie Johnson-McGoldrick                                  | 25. listopadu 2018 | 15. prosince 2020  | 5,10                       |
| 124          | 9         | Adaptation       | Přizpůsobení    | Greg Nicotero            | Corey Reed                                                       | 10. února 2019     | 22. prosince 2020  | 5,16                       |
| 125          | 10        | Omega            | Omega           | David Boyd               | Channing Powell                                                  | 17. února 2019     | 29. prosince 2020  | 4,54                       |
| 126          | 11        | Bounty           | Odměna          | Meera Menon              | Matthew Negrete                                                  | 24. února 2019     | 5. ledna 2021      | 4,39                       |
| 127          | 12        | Guardians        | Strážci         | Michael E. Satrazemis    | LaToya Morgan                                                    | 3. března 2019     | 12. ledna 2021     | 4,71                       |
| 128          | 13        | Chokepoint       | Zúžené místo    | Liesl Tommy              | Eddie Guzelian a David Leslie Johnson-McGoldrick                 | 10. března 2019    | 19. ledna 2021     | 4,83                       |
| 129          | 14        | Scars            | Jizvy           | Millicent Shelton        | Corey Reed a Vivian Tse                                          | 17. března 2019    | 26. ledna 2021     | 4,57                       |
| 130          | 15        | The Calm Before  | Ticho           | Laura Belsey             | Geraldine Inoa a Channing Powell                                 | 24. března 2019    | 2. února 2021      | 4,15                       |
| 131          | 16        | The Storm        | Bouře           | Greg Nicotero            | Angela Kang a Matthew Negrete                                    | 31. března 2019    | 9. února 2021      | 5,02                       |

### Desátá řada (2019–2021)
| Č. v seriálu | Č. v řadě | Původní název               | Český název              | Režie              | Scénář                              | Premiéra v USA     | Premiéra v ČR   | Sledovanost v USA (v mil.) |
| ------------ | --------- | --------------------------- | ------------------------ | ------------------ | ----------------------------------- | ------------------ | --------------- | -------------------------- |
| 132          | 1         | Lines We Cross              | Jak daleko zajdem        | Greg Nicotero      | Angela Kang                         | 6. října 2019      | 22. března 2022 | 4,00                       |
| 133          | 2         | We Are the End of the World | My jsme konec světa      | Greg Nicotero      | Nicole Mirante-Matthews             | 13. října 2019     | 23. března 2022 | 3,47                       |
| 134          | 3         | Ghosts                      | Duchové                  | David Boyd         | Jim Barnes                          | 20. října 2019     | 28. března 2022 | 3,48                       |
| 135          | 4         | Silence the Whisperers      | Umlčte Šeptače           | Michael Cudlitz    | Geraldine Inoa                      | 27. října 2019     | 29. března 2022 | 3,31                       |
| 136          | 5         | What It Always Is           | Jak to vždycky je        | Laura Belsey       | Eli Jorne                           | 3. listopadu 2019  | 30. března 2022 | 3,09                       |
| 137          | 6         | Bonds                       | Vazby                    | Dan Liu            | Kevin Deiboldt                      | 10. listopadu 2019 | 4. dubna 2022   | 3,21                       |
| 138          | 7         | Open Your Eyes              | Otevři oči               | Michael Cudlitz    | Corey Reed                          | 17. listopadu 2019 | 5. dubna 2022   | 3,31                       |
| 139          | 8         | The World Before            | Svět předtím             | John Dahl          | Julia Ruchman                       | 24. listopadu 2019 | 6. dubna 2022   | 3,21                       |
| 140          | 9         | Squeeze                     | V sevření                | Michael Satrazemis | David Leslie Johnson                | 23. února 2020     | 11. dubna 2022  | 3,52                       |
| 141          | 10        | Stalker                     | Na stopě                 | Bronwen Hughes     | Jim Barnes                          | 1. března 2020     | 12. dubna 2022  | 3,16                       |
| 142          | 11        | Morning Star                | Řemdih                   | Michael Satrazemis | Vivian Tse a Julia Ruchman          | 8. března 2020     | 13. dubna 2022  | 2,93                       |
| 143          | 12        | Walk With Us                | Kráčej s námi            | Greg Nicotero      | Nicole Mirante-Matthews a Eli Jorne | 15. března 2020    | 18. dubna 2022  | 3,49                       |
| 144          | 13        | What We Become              | Čím se stáváme           | Sharat Raju        | Vivian Tse                          | 22. března 2020    | 19. dubna 2022  | 3,66                       |
| 145          | 14        | Look At The Flowers         | Dívej se na kytky        | Daisy Mayer        | Channing Powell                     | 29. března 2020    | 20. dubna 2022  | 3,26                       |
| 146          | 15        | The Tower                   | Věž                      | Laura Belsey       | Kevin Deiboldt a Julia Ruchman      | 5. dubna 2020      | 25. dubna 2022  | 3,49                       |
| 147          | 16        | A Certain Doom              | Jistá zkáza              | Greg Nicotero      | Corey Reed, Jim Barnes a Eli Jorne  | 4. října 2020      | 26. dubna 2022  | 2,73                       |
| 148          | 17        | Home Sweet Home             | Všude dobře, doma nejlíp | David Boyd         | Corey Reed a Kevin Deiboldt         | 28. února 2021     | 27. dubna 2022  | 2,89                       |
| 149          | 18        | Find Me                     | Najdi mě                 | David Boyd         | Nicole Mirante-Matthews             | 7. března 2021     | 2. května 2022  | 2,26                       |
| 150          | 19        | One More                    | Ještě jedno              | Laura Belsey       | Jim Barnes a Erik Mountain          | 14. března 2021    | 3. května 2022  | 2,17                       |
| 151          | 20        | Splinter                    | Tříska                   | Laura Belsey       | Vivian Tse a Julia Ruchman          | 21. března 2021    | 4. května 2022  | 2,11                       |
| 152          | 21        | Diverged                    | Svou cestou              | David Boyd         | Heather Bellson                     | 28. března 2021    | 9. května 2022  | 1,94                       |
| 153          | 22        | Here's Negan                | Tady Negan               | Laura Belsey       | David Leslie Johnson                | 4. dubna 2021      | 10. května 2022 | 2,12                       |

### Jedenáctá řada (2021–2022)
| Pořadí v seriálu | Pořadí v řadě | Název            | Český název          | Režie               | Scénář                                         | Premiéra v USA     | Premiéra v ČR     | Sledovanost v USA (v mil.) |
| ---------------- | ------------- | ---------------- | -------------------- | ------------------- | ---------------------------------------------- | ------------------ | ----------------- | -------------------------- |
| 154              | 1             | Acheron: Part I  | Acheron: 1. část     | Kevin Dowling       | Angela Kang a Jim Barnes                       | 22. srpna 2021     | 27. prosince 2022 | 2,22                       |
| 155              | 2             | Acheron: Part II | Acheron: 2. část     | Kevin Dowling       | Angela Kang a Jim Barnes                       | 29. srpna 2021     | 27. prosince 2022 | 1,99                       |
| 156              | 3             | Hunted           | Lovená zvěř          | Frederick E.O. Toye | Vivian Tse                                     | 5. září 2021       | 27. prosince 2022 | 1,87                       |
| 157              | 4             | Rendition        | Provedení            | Frederick E.O. Toye | Nicole Mirante-Matthews                        | 12. září 2021      | 28. prosince 2022 | 1,88                       |
| 158              | 5             | Out of the Ashes | Z popela             | Greg Nicotero       | LaToya Morgan                                  | 19. září 2021      | 28. prosince 2022 | 1,91                       |
| 159              | 6             | On the Inside    | Uvnitř               | Greg Nicotero       | Kevin Deiboldt                                 | 26. září 2021      | 28. prosince 2022 | 1,78                       |
| 160              | 7             | Promises Broken  | Porušené sliby       | Sharat Raju         | Julia Ruchman                                  | 3. října 2021      | 29. prosince 2022 | 1,89                       |
| 161              | 8             | For Blood        | Na krev              | Sharat Raju         | Erik Mountain                                  | 10. října 2021     | 29. prosince 2022 | 1,91                       |
| 162              | 9             | No Other Way     | Není jiné cesty      | Jon Amiel           | Corey Reed                                     | 20. února 2022     | 29. prosince 2022 | 1,76                       |
| 163              | 10            | New Haunts       | Nová strašidla       | Jon Amiel           | Magali Lozano                                  | 27. února 2022     | 30. prosince 2022 | 1,60                       |
| 164              | 11            | Rogue Element    | Nevyzpytatelný prvek | Michael Cudlitz     | David Leslie Johnson-McGoldrick                | 6. března 2022     | 30. prosince 2022 | 1,67                       |
| 165              | 12            | The Lucky Ones   | Šťastlivci           | Tawnia McKiernan    | Vivian Tse                                     | 13. března 2022    | 30. prosince 2022 | 1,58                       |
| 166              | 13            | Warlords         | Vojenští vůdci       | Loren Yaconelli     | Jim Barnes a Erik Mountain                     | 20. března 2022    | 3. ledna 2023     | 1,79                       |
| 167              | 14            | The Rotten Core  | Shnilé jádro         | Marcus Stokes       | Jim Barnes a Erik Mountain                     | 27. března 2022    | 3. ledna 2023     | 1,55                       |
| 168              | 15            | Trust            | Důvěra               | Lily Mariye         | Kevin Deiboldt                                 | 3. dubna 2022      | 3. ledna 2023     | 1,67                       |
| 169              | 16            | Acts of God      | Boží činy            | Greg Nicotero       | Nicole Mirante-Matthews                        | 10. dubna 2022     | 4. ledna 2023     | 1,61                       |
| 170              | 17            | Lockdown         | Lockdown             | Greg Nicotero       | Julia Ruchman                                  | 2. října 2022      | 4. ledna 2023     | 1,19                       |
| 171              | 18            | A New Deal       | Nová dohoda          | Jeffrey January     | Corey Reed                                     | 9. října 2022      | 4. ledna 2023     | 1,35                       |
| 172              | 19            | Variant          | Varianta             | Karen Gaviola       | Vivian Tse                                     | 16. října 2022     | 5. ledna 2023     | 1,36                       |
| 173              | 20            | What's Been Lost | Co se ztratilo       | Aisha Tyler         | Erik Mountain                                  | 23. října 2022     | 5. ledna 2023     | 1,36                       |
| 174              | 21            | Outpost 22       | Základna             | Tawnia McKiernan    | Jim Barnes                                     | 30. října 2022     | 5. ledna 2023     | 1,50                       |
| 175              | 22            | Faith            | Víra                 | Rose Troche         | Nicole Mirante-Matthews & Magali Lozano        | 6. listopadu 2022  | 6. ledna 2023     | 1,39                       |
| 176              | 23            | Family           | Rodina               | Sharat Raju         | Magali Lozano & Erik Mountain & Kevin Deiboldt | 13. listopadu 2022 | 6. ledna 2023     | 1,47                       |
| 177              | 24            | Rest in Peace    | Odpočívej v pokoji   | Greg Nicotero       | Angela Kang                                    | 20. listopadu 2022 | 6. ledna 2023     | 2,27                       |

## Webizody

### Torn Apart(2011)
Před zahájením 2. řady, 6dílná minisérie měla premiéru na oficiální webstránce AMC. Tato minisérie vypráví příběh Hannah, "dívce na kole", chodce, kterou Rick zabil z milosti v první epizodě
| Č. v řadě | Původní název     | Režie         | Scénář                                                     | Premiéra (AMC.com) |
| --------- | ----------------- | ------------- | ---------------------------------------------------------- | ------------------ |
| 1         | A New Day         | Greg Nicotero | námět: John Esposito a Greg Nicotero scénář: John Esposito | 3. října 2011      |
| 2         | Family Matters    | Greg Nicotero | námět: John Esposito a Greg Nicotero scénář: John Esposito | 3. října 2011      |
| 3         | Domestic Violence | Greg Nicotero | námět: John Esposito a Greg Nicotero scénář: John Esposito | 3. října 2011      |
| 4         | Neighborly Advice | Greg Nicotero | námět: John Esposito a Greg Nicotero scénář: John Esposito | 3. října 2011      |
| 5         | Step-Mother       | Greg Nicotero | námět: John Esposito a Greg Nicotero scénář: John Esposito | 3. října 2011      |
| 6         | Everything Dies   | Greg Nicotero | námět: John Esposito a Greg Nicotero scénář: John Esposito | 3. října 2011      |

### Cold Storage(2012)
Minisérie Cold Storage vypráví příběh mladého Chase, který hledá úkryt v skladu spolu se zákeřným zaměstnancem B.J.-em.
| Č. v řadě | Původní název       | Režie         | Scénář        | Premiéra (AMC.com) |
| --------- | ------------------- | ------------- | ------------- | ------------------ |
| 1         | Hide and Seek       | Greg Nicotero | John Esposito | 1. října 2012      |
| 2         | Keys to the Kingdom | Greg Nicotero | John Esposito | 1. října 2012      |
| 3         | The Chosen Ones     | Greg Nicotero | John Esposito | 1. října 2012      |
| 4         | Parting Shots       | Greg Nicotero | John Esposito | 1. října 2012      |

### The Oath(2013)
| Č. v řadě | Původní název | Režie         | Scénář                                     | Premiéra (AMC.com) |
| --------- | ------------- | ------------- | ------------------------------------------ | ------------------ |
| 1         | Alone         | Greg Nicotero | námět: Greg Nicotero scénář: Luke Passmore | 1. října 2013      |
| 2         | Choice        | Greg Nicotero | námět: Greg Nicotero scénář: Luke Passmore | 1. října 2013      |
| 3         | Bond          | Greg Nicotero | námět: Greg Nicotero scénář: Luke Passmore | 1. října 2013      |

### Red Machete (2017–18)
Webseriál k 8. řadě seriálu Živí mrtví. Pohled na cestu rudé mačety, zbraně, která vystřídala spoustu vlastníků, známých i těch neznámých.
| Č. v řadě | Původní název     | Režie        | Scénář          | Premiéra (AMC.com) |
| --------- | ----------------- | ------------ | --------------- | ------------------ |
| 1         | Behind Us         | Avi Youabian | Nick Bernardone | 22. října 2017     |
| 2         | Sorrowful         | Avi Youabian | Nick Bernardone | 19. listopadu 2017 |
| 3         | Made to Suffer    | Avi Youabian | Nick Bernardone | 10. prosince 2017  |
| 4         | What We Become    | Avi Youabian | Nick Bernardone | 25. února 2018     |
| 5         | Gone              | Avi Youabian | Nick Bernardone | 20. března 2018    |
| 6         | We Find Ourselves | Avi Youabian | Nick Bernardone | 9. dubna 2018      |